# Birgitta Ohlsson
Eva Birgitta Ohlsson Klamberg (ur. 20 lipca 1975 w Linköping) – szwedzka polityk, działaczka Ludowej Partii Liberałów, minister ds. europejskich.

## Życiorys
W 1997 ukończyła studia magisterskie z zakresu nauk politycznych i stosunków międzynarodowych na Uniwersytecie w Sztokholmie. Przez dwa lata pracowała jako dziennikarka w różnych gazetach ("Dagens Nyheter", "Vestmanlands Läns Tidning", "Västerbottens-Kuriren" i "Sundsvalls Tidning").
W okresie studiów była przewodniczącą stowarzyszenia liberalnych studentów. W 1998 pełniła funkcję wiceprzewodniczącej krajowego oddziału Young European Federalists. Od 1999 do 2002 stała na czele organizacji młodzieżowej Ludowej Partii Liberałów.
W 2002 i 2006 z listy tego ugrupowania uzyskiwała mandat posłanki do Riksdagu. 2 lutego 2010 objęła urząd ministra ds. Unii Europejskiej w rządzie Fredrika Reinfeldta, zastępując Cecilię Malmström. W tym samym roku uzyskała reelekcję w wyborach krajowych, pozostając w składzie rządu. Zakończyła urzędowanie w 2014, utrzymując jednocześnie mandat poselski na kolejną kadencję.